# Suecia en el Festival de la Canción de Eurovisión 2024
Suecia participará en el LXVIII Festival de la Canción de Eurovisión, que se celebrará en Malmö, Suecia del 7 al 11 de mayo de 2024. La Sveriges Television (SVT), radiodifusora encargada de la participación sueca dentro del festival, se encargará de organizar el festival tras su séptima victoria en el concurso, con Loreen y la canción «Tattoo».La Sveriges Television (SVT) (Televisión de Suecia en español), radiodifusora encargada de la participación sueca dentro del festival, decidió mantener el formato de selección tradicional, organizando el Melodifestivalen para elegir al representante del país en el concurso eurovisivo.
El festival fue celebrado durante 6 fines de semana desde el 3 de febrero al 9 de marzo de 2024, dando como ganadores al duo de origen noruego Marcus & Martinus con el tema EDM «Unforgettable».
Durante el festival, Suecia se clasificó automáticamente a la final en calidad de país anfitrión, logrando ubicarse en noveno lugar con 174 puntos: 125 del jurado profesional y 49 del televoto, con el cual el país escandinavo entró por undécima vez entre los diez mejores en los últimos 13 años.

## Historia de Suecia en Eurovisión
Suecia es uno de los países «clásicos» del festival, debutando en la tercera edición del concurso, en 1958. Desde entonces el país ha concursado en 62 ocasiones, siendo uno de los países que más ha participado dentro del festival. Suecia es considerado uno de los países más exitosos del festival al colocarse dentro de los mejores 10 en 43 participaciones y logrando vencer en siete ocasiones el festival: la primera, en 1974, con el grupo ABBA y la canción «Waterloo». La segunda vez sucedió en 1984, gracias a la canción «Diggi-Loo Diggi-Ley» de Herreys. En 1991, Carola ganó con la canción «Fångad av en stormvind». La cuarta ocasión sucedió en 1999 con Charlotte Nilsson interpretando «Take me to your heaven». Posteriormente, Suecia ganó el concurso en 2012 con «Euphoria» de Loreen, poco después ganó en el 2015 con la canción «Heroes» interpretada por Måns Zelmerlöw. 
La última victoria sueca sucedió en 2023 con la canción «Tattoo» interpretada por Loreen, quien se convirtió en la primera cantante femenina que gana dos veces el festival tras obtener 583 puntos: 340 del jurado profesional (1ª) y 243 del televoto (2ª).

## Representante para Eurovisión

### Melodifestivalen 2024
El Melodifestivalen 2024 fue la 64.ª edición del festival tradicional sueco. Tras su victoria en el festival de 2023, la SVT confirmó automáticamente su participación en el Festival de la Canción de Eurovisión 2024 aceptando su organización; abriendo el proceso de recepción desde el 25 de agosto al 15 de septiembre de 2023, habiéndose recibido 2,624 candidaturas. La competencia tuvo lugar durante 6 fines de semana desde el 3 de febrero al 9 de marzo de 2024, con la participación de 30 intérpretes.
| N.º | Artista            | Canción                              | Jurado | Televoto | Lugar | Puntos |
| --- | ------------------ | ------------------------------------ | ------ | -------- | ----- | ------ |
| 1   | Maria Sur          | «When I'm Gone»                      | 37     | 35       | 7     | 72     |
| 2   | Jay Smith          | «Back To My Roots»                   | 20     | 26       | 10    | 46     |
| 3   | Lisa Ajax          | «Awful Liar»                         | 26     | 11       | 11    | 37     |
| 4   | Smash into Pieces  | «Heroes Are Calling»                 | 31     | 59       | 3     | 90     |
| 5   | Cazzi Opeia        | «Give My Heart a Break»              | 46     | 41       | 4     | 87     |
| 6   | Annika Wickihalder | «Light»                              | 38     | 25       | 8     | 63     |
| 7   | Marcus & Martinus  | «Unforgettable»                      | 85     | 92       | 1     | 177    |
| 8   | Dotter             | «It's Not Easy To Write a Love Song» | 26     | 8        | 12    | 34     |
| 9   | Medina             | «Que Sera»                           | 43     | 61       | 2     | 104    |
| 10  | LIAMOO             | «Dragon»                             | 38     | 45       | 5     | 83     |
| 11  | Jacqline           | «Effortless»                         | 40     | 21       | 9     | 61     |
| 12  | Danny Saucedo      | «Happy That You Found Me»            | 34     | 40       | 6     | 74     |

## En Eurovisión
Suecia al ser el país anfitrión del evento, estuvo clasificada automáticamente a la final del 11 de mayo, junto al Big Five: Alemania, España, Francia, Italia y el Reino Unido. El sorteo realizado el 30 de enero de 2024, determinó que el país, tendría que transmitir y votar en la primera semifinal.Además, como novedad, este año se determinó que los países del Big Five y el anfitrión se debían presentar en sus semifinales correspondientes a modo de actuación de exhibición entre los semifinalistas.
Semanas después, ya conocidos los artistas y sus respectivas canciones participantes, la producción del programa dio a conocer el orden de actuación, determinando que el país participaría después de Moldavia y precediendo a Azerbaiyán.

### Semifinal 1

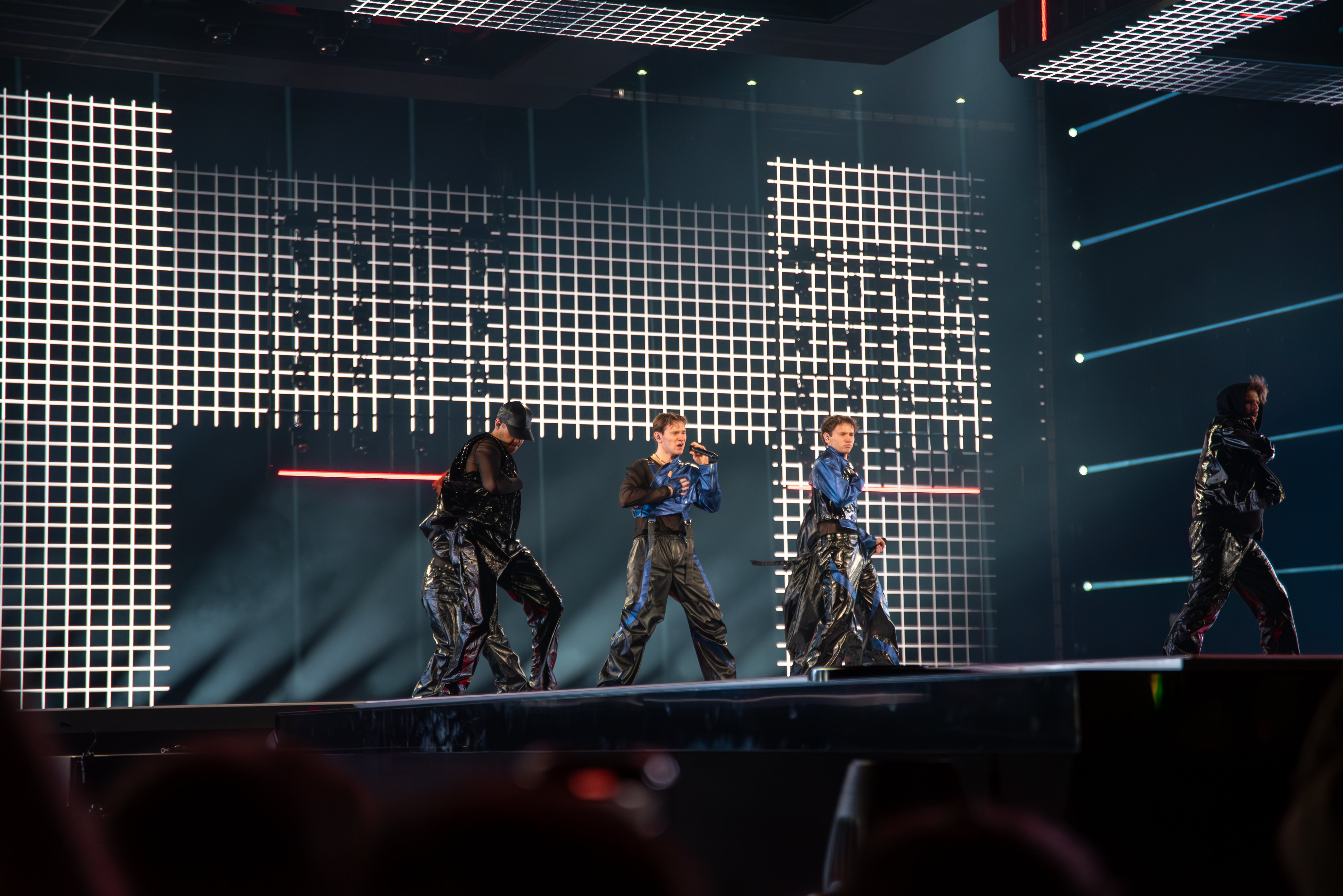
Marcus & Martinus devorando en el escenario durante un ensayo de la final.

Marcus & Martinus tomaron parte de los ensayos los días 2 y 4 de mayo así como de los ensayos generales con vestuario de la primera semifinal los días 6 y 7 de mayo. Suecia se presentó fuera de competencia, en calidad de país anfitrión, entre Moldavia y Azerbaiyán.

### Final
Suecia fue el único país que sorteó su posición de presentación en la final, por ser el país anfitrión. El sorteo definió que Suecia actuara en la posición 1. Una vez conocidos todos los finalistas, los productores del show decidieron el orden de actuación del resto de los finalistas. Dicho orden fue revelado durante la madrugada del viernes 10 de mayo, decidiendo que Suecia debía actuar detrás de Serbia. Marcus & Martinus tomaron parte de los ensayos generales con vestuario de la final los días 10 y 11 de mayo.El ensayo general de la tarde del 10 fue tomado en cuenta por los jurados profesionales para emitir sus votos, que representaron el 50% de los puntos.
Durante la votación,Suecia se colocó en 8ª posición en la votación del jurado profesional con 125 puntos provenientes de 26 países e incluyendo la máxima puntuación de la Alemania. Respecto al televoto, Suecia se ubicó en la 11ª posición con 49 puntos, provenientes de 14 países y recibiendo un máximo de 10 puntos de Noruega. La sumatoria final le dio 174 puntos al país sueco, ubicándose en la 9ª posición, lo que significó la 11ª ocasión en que el país finalizaba dentro del Top 10 del concurso en los últimos 13 concursos.

### Votación

#### Puntuación a Suecia

##### Final
| Jurado                                                                       | Jurado    | Jurado                         | Jurado                          | Jurado                                                     |
| 12 puntos                                                                    | 10 puntos | 8 puntos                       | 7 puntos                        | 6 puntos                                                   |
| ---------------------------------------------------------------------------- | --------- | ------------------------------ | ------------------------------- | ---------------------------------------------------------- |
| - Alemania                                                                   | - Irlanda | - Chequia - España - Ucrania   | - Finlandia                     | - Estonia - Italia - Reino Unido                           |
| 5 puntos                                                                     | 4 puntos  | 3 puntos                       | 2 puntos                        | 1 punto                                                    |
| - Australia - Azerbaiyán - Dinamarca - Letonia - Lituania - Polonia - Serbia |           | - Bélgica - Noruega - Portugal | - Chipre - Croacia - San Marino | - Grecia - Islandia - Luxemburgo - Moldavia                |
| Televoto                                                                     |           |                                |                                 |                                                            |
| 12 puntos                                                                    | 10 puntos | 8 puntos                       | 7 puntos                        | 6 puntos                                                   |
|                                                                              | - Noruega | - Moldavia                     | - Islandia                      | - Dinamarca                                                |
| 5 puntos                                                                     | 4 puntos  | 3 puntos                       | 2 puntos                        | 1 punto                                                    |
| - Serbia                                                                     |           | - Chequia                      | - Croacia - Polonia             | - Chipre - Eslovenia - Estonia - Grecia - Lituania - Malta |

#### Votación realizada por Suecia
| Puntos    | Televoto   |
| --------- | ---------- |
| 12 puntos | Croacia    |
| 10 puntos | Ucrania    |
| 8 puntos  | Finlandia  |
| 7 puntos  | Luxemburgo |
| 6 puntos  | Irlanda    |
| 5 puntos  | Lituania   |
| 4 puntos  | Australia  |
| 3 puntos  | Polonia    |
| 2 puntos  | Islandia   |
| 1 punto   | Chipre     |

| Puntos    | Jurado      | Televoto  |
| --------- | ----------- | --------- |
| 12 puntos | Suiza       | Israel    |
| 10 puntos | Croacia     | Croacia   |
| 8 puntos  | Reino Unido | Ucrania   |
| 7 puntos  | Italia      | Suiza     |
| 6 puntos  | Luxemburgo  | Francia   |
| 5 puntos  | Francia     | Finlandia |
| 4 puntos  | Portugal    | Irlanda   |
| 3 puntos  | Ucrania     | Lituania  |
| 2 puntos  | Chipre      | Armenia   |
| 1 punto   | Austria     | Italia    |

##### Desglose
El jurado sueco en la final estuvo compuesto por:
- Robin Bengtsson
- Annie Beata Ellen Berg
- Boris René Lumbana
- Per Oscars Henrik Olsson
- Elin Trogen

| Semifinal 1 | Semifinal 1 | Semifinal 1 | Semifinal 1 |
| N.º         | País        | Televoto    | Televoto    |
| N.º         | País        | Ranking     | Puntos      |
| ----------- | ----------- | ----------- | ----------- |
| 01          | Chipre      | 10          | 1           |
| 02          | Serbia      | 12          |             |
| 03          | Lituania    | 6           | 5           |
| 04          | Irlanda     | 5           | 6           |
| 05          | Ucrania     | 2           | 10          |
| 06          | Polonia     | 8           | 3           |
| 07          | Croacia     | 1           | 12          |
| 08          | Islandia    | 9           | 2           |
| 09          | Eslovenia   | 14          |             |
| 10          | Finlandia   | 3           | 8           |
| 11          | Moldavia    | 15          |             |
| 12          | Azerbaiyán  | 13          |             |
| 13          | Australia   | 7           | 4           |
| 14          | Portugal    | 11          |             |
| 15          | Luxemburgo  | 4           | 7           |

| Final | Final        | Final                      | Final                      | Final                      | Final                      | Final                      | Final                      | Final                      | Final                      | Final                      |
| N.º   | País         | Jurado                     | Jurado                     | Jurado                     | Jurado                     | Jurado                     | Jurado                     | Jurado                     | Televoto                   | Televoto                   |
| N.º   | País         | Jurado A                   | Jurado B                   | Jurado C                   | Jurado D                   | Jurado E                   | Rank                       | Puntos                     | Rank                       | Puntos                     |
| ----- | ------------ | -------------------------- | -------------------------- | -------------------------- | -------------------------- | -------------------------- | -------------------------- | -------------------------- | -------------------------- | -------------------------- |
| 01    | Suecia       | -------------------------- | -------------------------- | -------------------------- | -------------------------- | -------------------------- | -------------------------- | -------------------------- | -------------------------- | -------------------------- |
| 02    | Ucrania      | 3                          | 16                         | 8                          | 6                          | 17                         | 8                          | 3                          | 3                          | 8                          |
| 03    | Alemania     | 15                         | 18                         | 9                          | 12                         | 6                          | 15                         |                            | 16                         |                            |
| 04    | Luxemburgo   | 9                          | 14                         | 4                          | 5                          | 4                          | 5                          | 6                          | 21                         |                            |
| 05    | Países Bajos | 4                          | 25                         | 24                         | 15                         | 24                         | 17                         |                            | N/A                        |                            |
| 06    | Israel       | 16                         | 17                         | 7                          | 14                         | 7                          | 16                         |                            | 1                          | 12                         |
| 07    | Lituania     | 8                          | 24                         | 23                         | 4                          | 18                         | 13                         |                            | 8                          | 3                          |
| 08    | España       | 7                          | 15                         | 11                         | 18                         | 22                         | 19                         |                            | 13                         |                            |
| 09    | Estonia      | 24                         | 22                         | 25                         | 25                         | 23                         | 25                         |                            | 15                         |                            |
| 10    | Irlanda      | 17                         | 4                          | 20                         | 7                          | 21                         | 12                         |                            | 7                          | 4                          |
| 11    | Letonia      | 18                         | 20                         | 21                         | 23                         | 10                         | 23                         |                            | 11                         |                            |
| 12    | Grecia       | 22                         | 6                          | 10                         | 24                         | 16                         | 18                         |                            | 14                         |                            |
| 13    | Reino Unido  | 5                          | 3                          | 17                         | 2                          | 8                          | 3                          | 8                          | 20                         |                            |
| 14    | Noruega      | 14                         | 13                         | 22                         | 13                         | 20                         | 20                         |                            | 12                         |                            |
| 15    | Italia       | 12                         | 7                          | 2                          | 10                         | 3                          | 4                          | 7                          | 10                         | 1                          |
| 16    | Serbia       | 19                         | 23                         | 18                         | 22                         | 19                         | 24                         |                            | 19                         |                            |
| 17    | Finlandia    | 11                         | 12                         | 6                          | 8                          | 12                         | 11                         |                            | 6                          | 5                          |
| 18    | Portugal     | 23                         | 21                         | 3                          | 19                         | 2                          | 7                          | 4                          | 23                         |                            |
| 19    | Armenia      | 20                         | 5                          | 12                         | 16                         | 9                          | 14                         |                            | 9                          | 2                          |
| 20    | Chipre       | 10                         | 9                          | 14                         | 3                          | 15                         | 9                          | 2                          | 18                         |                            |
| 21    | Suiza        | 6                          | 1                          | 1                          | 1                          | 5                          | 1                          | 12                         | 4                          | 7                          |
| 22    | Eslovenia    | 21                         | 10                         | 16                         | 21                         | 25                         | 22                         |                            | 24                         |                            |
| 23    | Croacia      | 1                          | 2                          | 13                         | 9                          | 11                         | 2                          | 10                         | 2                          | 10                         |
| 24    | Georgia      | 25                         | 11                         | 19                         | 17                         | 14                         | 21                         |                            | 22                         |                            |
| 25    | Francia      | 13                         | 8                          | 5                          | 20                         | 1                          | 6                          | 5                          | 5                          | 6                          |
| 26    | Austria      | 2                          | 19                         | 15                         | 11                         | 13                         | 10                         | 1                          | 17                         |                            |